# (4738) Jimihendrix
(4738) Jimihendrix est un astéroïde de la ceinture principale.

## Description
(4738) Jimihendrix est un astéroïde de la ceinture principale d'astéroïdes. Il fut découvert par l'astronome David B. Goldstein le 15 septembre 1985 à l'observatoire Palomar. Il présente une orbite caractérisée par un demi-grand axe de 2,68 UA, une excentricité de 0,170 et une inclinaison de 13,215° par rapport à l'écliptique.
Il fut nommé en hommage au guitariste américain virtuose Jimi Hendrix (1942-1970).

## Compléments